# Въведение Богородично (Вранища)
Вижте пояснителната страница за други значения на Въведение Богородично.
„Въведение Богородично“ или „Света Богородица Пречиста“ (на македонска литературна норма: „Света Богородица Пречиста“) е средновековна църква в стружкото село Вранища, Северна Македония. Църквата е част от Стружкото архиерейско наместничество на Дебърско-Кичевската епархия на Македонската православна църква – Охридска архиепископия.

## История
Църквата е гробищен храм, изграден върху някогашна голяма средновековна трикорабна базилика, от която на повърхността на земята има само малки остатъци от зидовете. Църквата, която е от IX - X век, е единствена ориентална базилика, трикорабна с един покрив на две стрехи. Централният кораб бил осветлен от прозорците на олтарната апсида и на страничните - северна и южна - стени на базиликата. От външната източна страна трите кораба имали апсиди. Зидана е от бигор за стените и сводовете, носен от много километри и тухли за арките. Местното население я нарича Кралска църква.
- Общ вид на храма с гробищата
- Вътрешността
- Входът